# Polystichum furfuraceum
Polystichum furfuraceum är en träjonväxtart som beskrevs av Alan Reid Smith. Polystichum furfuraceum ingår i släktet Polystichum och familjen Dryopteridaceae. Inga underarter finns listade.